# Wolf Knüpffer
Wolf Knüpffer (* 21. März 1967 in München) ist ein deutscher Professor für Wirtschaftsinformatik und E-Commerce an der Fakultät Wirtschafts- und Allgemeinwissenschaften der Hochschule Ansbach.
Nach dem Studium in Computer Science an der Eastern Michigan University studierte er Betriebswirtschaftslehre und Informatik an der Universität Würzburg. Knüpffer hat dort zu dem Thema „Dynamisierung elektronischer Märkte durch Adaption“ 2002 promoviert und erhielt 2004 den Ruf an die Hochschule Ansbach. 2011 gründete er dort das Mobile Development Center.

## Schriften
- mit Ruth Dommaschk, Thomas Friedrich (Hrsg.): Georg Nees: Design – Menschenwerk. Sichten auf ein vielseitiges Phänomen. ISBN 978-3-643-11368-9.
- Integration mobiler IT-Systeme; Einsatzfelder – Management – Strategie. Mit Beiträgen von Wolf Knüpffer, Andreas Gabriel, David Herzog und Michael Schnaider. ISBN 978-3-503-17156-9.
- Kompendium: Cloud Computing als Basis für mobiles Arbeiten und Mobile Business. Eine Standortbestimmung mit Handlungsempfehlungen für die Praxis.